# Grohner Mühle

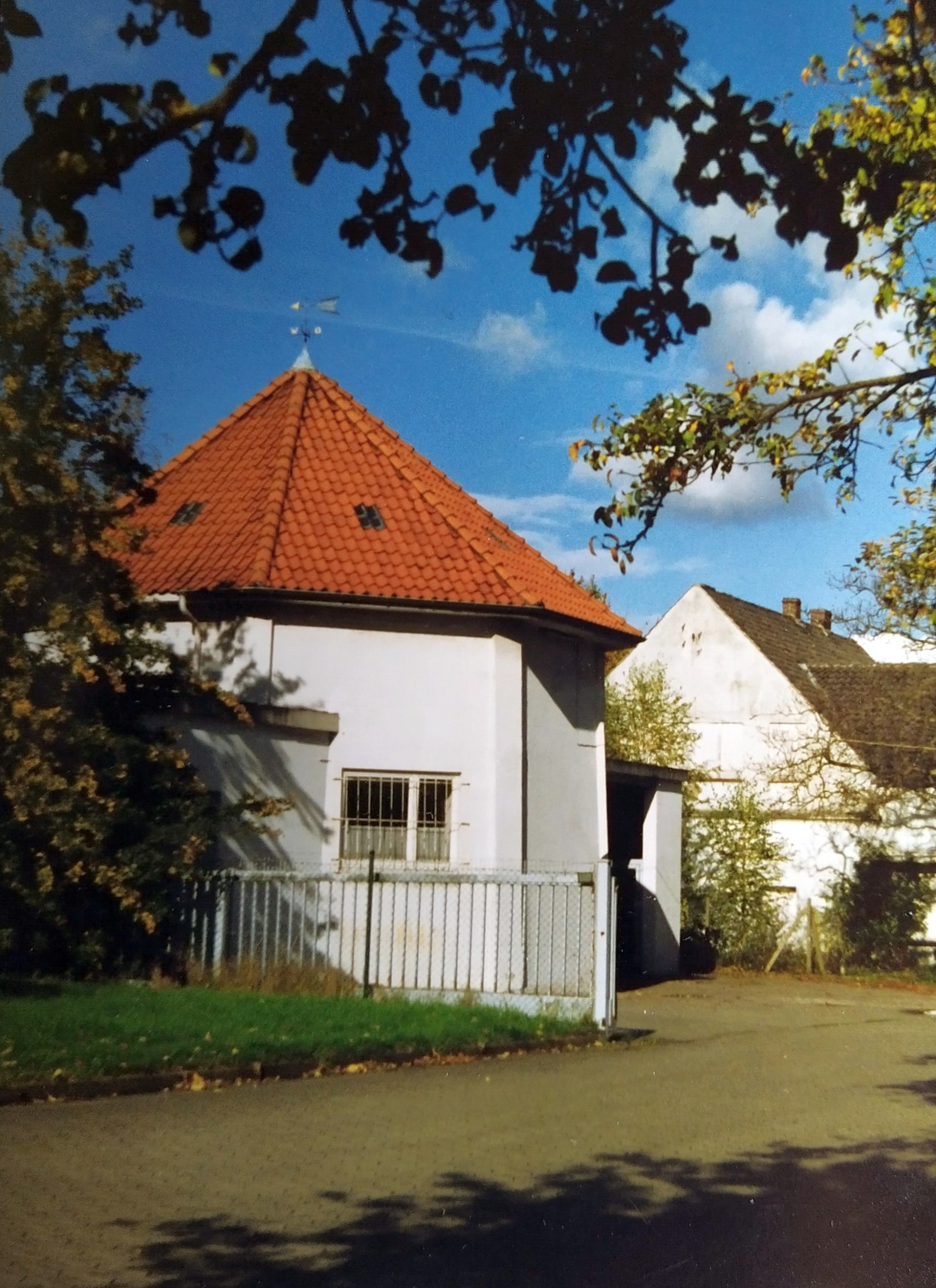
Grohner Mühle (Blick von der Steingutstraße, 1989)

Die Grohner Mühle war eine Windmühle im Ortsteil Grohn im Bremer Stadtteil Vegesack. Ihr Standort lag zwischen den Straßen Grohner Mühlenstraße und Steingutstraße. Die im benachbarten Ortsteil St. Magnus liegende Verlängerung der Grohner Mühlenstraße heißt Windmühlenstraße. Der zuletzt eingeschossige Mühlenstumpf wurde Mitte der 2000er abgerissen.

## Belege
1. ↑  Diskussionsseite

Koordinaten: 53° 10′ 17,81″ N, 8° 39′ 0,23″ O